# 圣利宰涅
圣利宰涅（法語：Sainte-Lizaigne，法語發音：[sɛ̃t lizɛɲ] ⓘ），法国中部市镇，位于中央-卢瓦尔河谷大区安德尔省，隶属于伊苏丹区，其市镇面积为26.36平方公里，2022年1月1日时人口数量为1,109人，在法国城市中排名第9,096位。
圣利宰涅位于安德尔省东北部，泰奥勒河畔，伊苏丹市区以北，莱索布赖－蒙托邦铁路和多条公路在此交汇。

## 地名来源
“利宰涅”一名来源于拉丁语“Licinia”，后者为一名天主教人物，最初于公元六世纪时出现于厄斯塔迪奥勒的遗嘱中。
法国大革命期间，因“圣利宰涅”一名含有宗教成分，该地被共和派更名为万邦（Vin Bon，直译为“好的葡萄酒”）。

## 历史

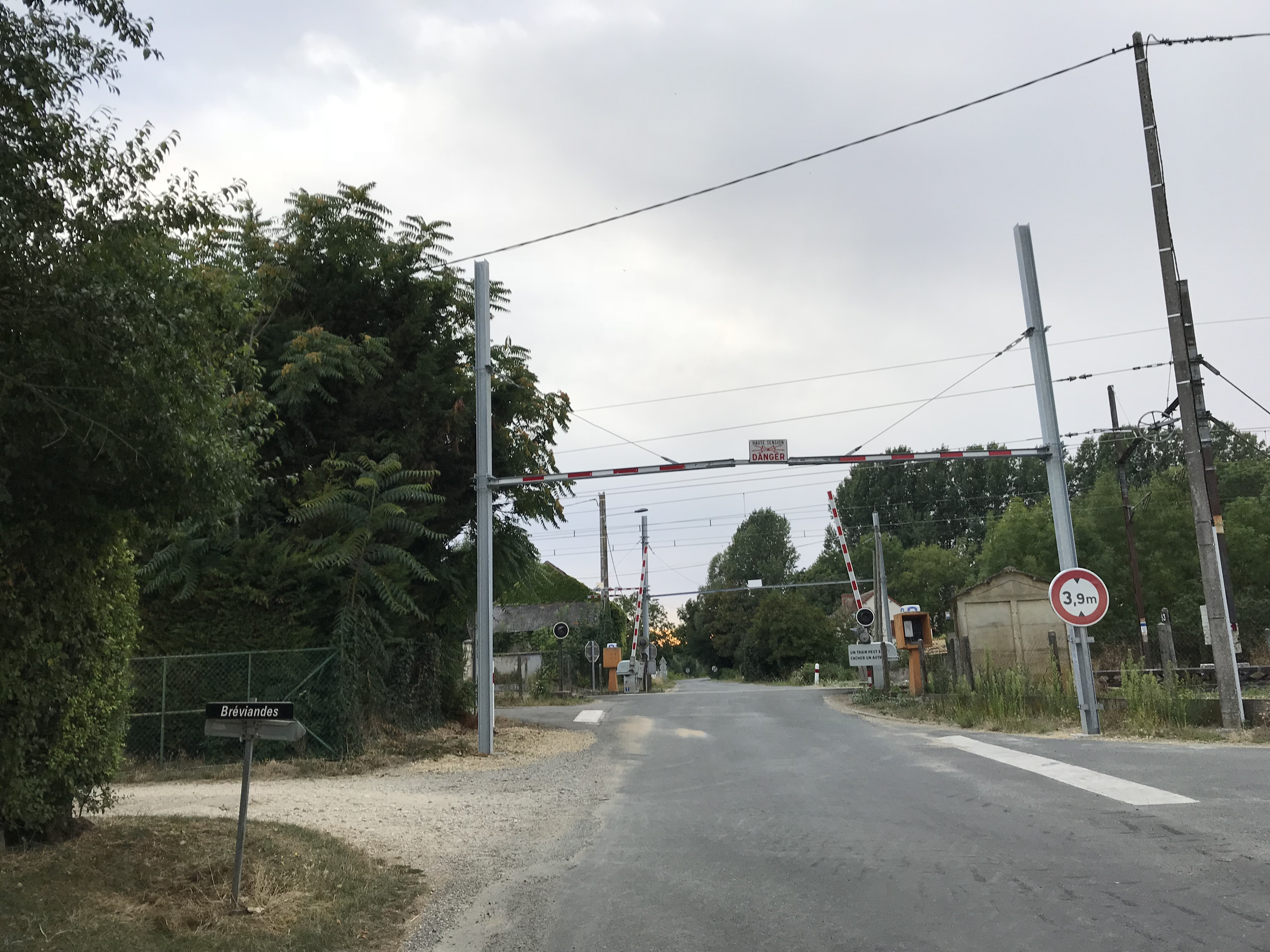
圣利宰涅铁路道口（摄于2018年）

圣利宰涅的早期历史尚不清楚，中世纪时，圣利宰涅长期为贝里的一处农业聚落，当地的首座教堂建成于1634年，十八世纪时，圣利宰涅为布瓦西伯爵（Comte de Boissy）的一处领地。法国大革命后，圣利宰涅成为安德尔省的一个市镇。19世纪中后期，途径此地的莱索布赖－蒙托邦铁路建成通车，原本笔直穿过市镇西部的公路被改道引入镇中心。1907年，圣利宰涅市镇南部出现了一处金属加工厂。20世纪后，圣利宰涅略有扩张。原有的铁路平交道口于2019年改造成为跨线桥。2021年1月5日，圣利宰涅境内发生枪击案，造成一人遇难。

## 地理

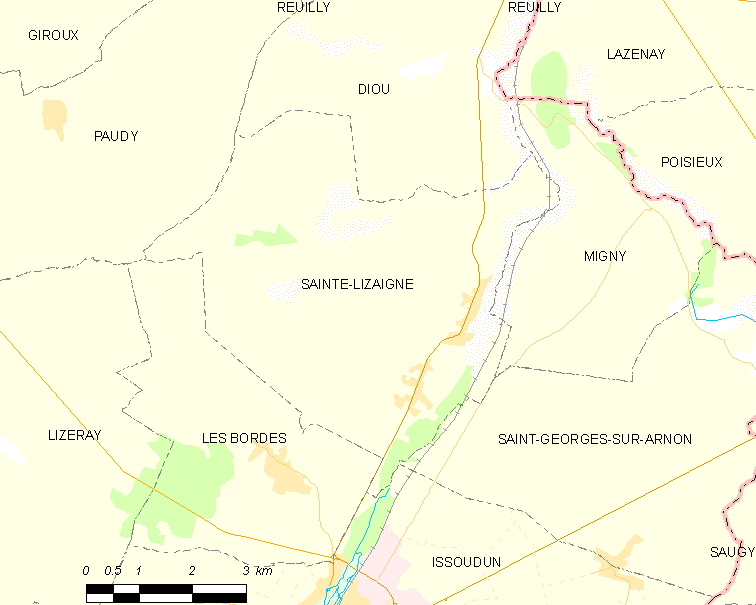
圣利宰涅市镇范围地图

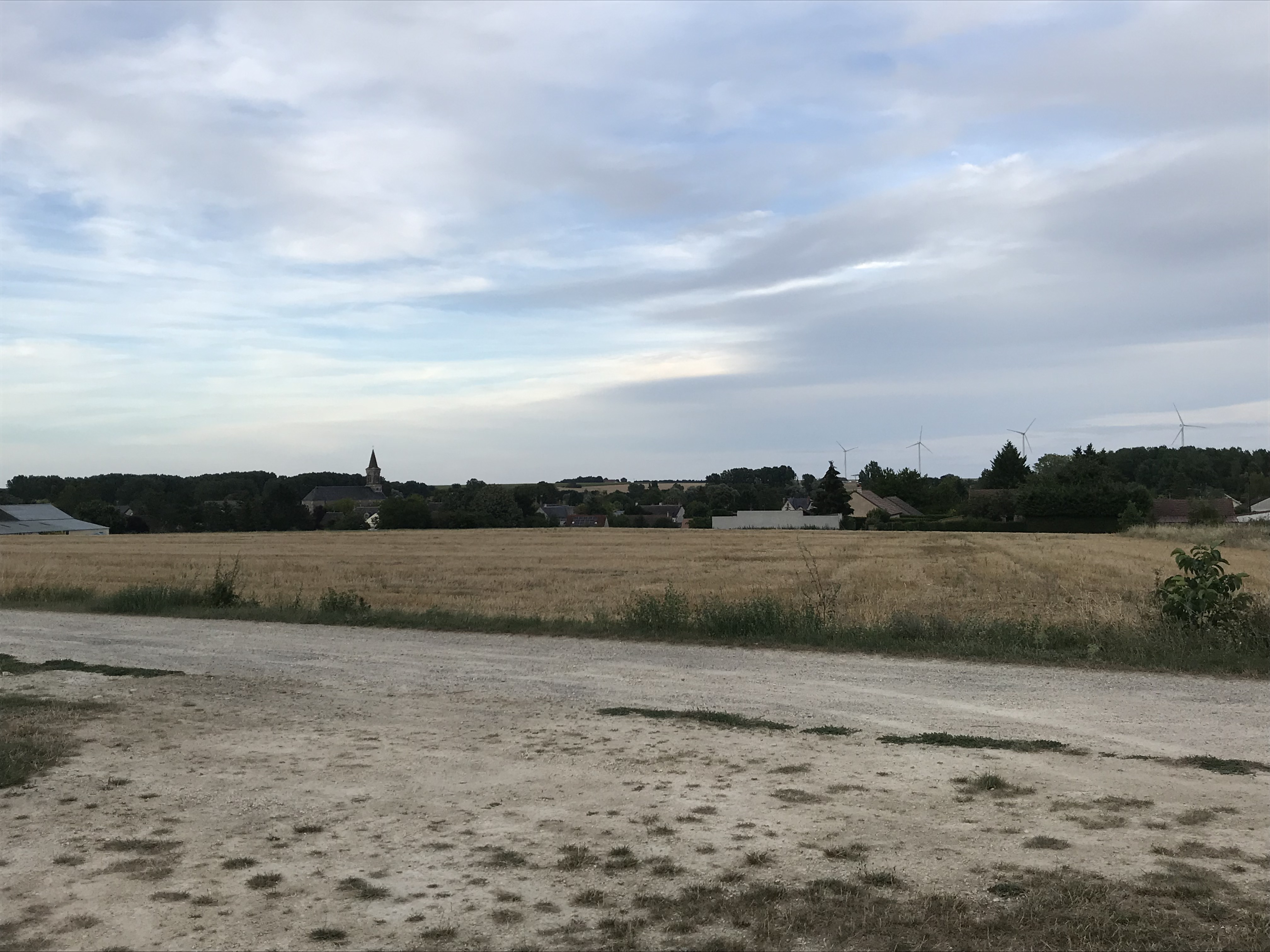
远眺圣利宰涅镇中心

圣利宰涅位于法国中部，中央-卢瓦尔河谷大区中南部和安德尔省东北部，距离省会沙托鲁大约37公里。与圣利宰涅接壤的市镇包括：波迪、迪乌、米尼、莱博尔德和伊苏丹。

### 地形
圣利宰涅位于贝里平原西部腹地，境内以平原为主，市镇中心地势较为平坦，西部略有起伏，全境海拔在115到171米之间。

### 水文
圣利宰涅位于卢瓦尔河流域，泰奥勒河自南向北流经境内。

### 植被
圣利宰涅属于温带阔叶混交林区，林地多分布于河流附近。
在鲜花城市的评比中，圣利宰涅被评为1星级鲜花城市。

### 气候
圣利宰涅在柯本气候分类法中属于温带海洋性气候。
距离圣利宰涅最近的常年气象站位于伊苏丹境内，以下为该气象站的数据（其中日照数据取自沙托鲁）：
| 伊苏丹1981年－2019年 | 伊苏丹1981年－2019年 | 伊苏丹1981年－2019年 | 伊苏丹1981年－2019年 | 伊苏丹1981年－2019年 | 伊苏丹1981年－2019年 | 伊苏丹1981年－2019年 | 伊苏丹1981年－2019年 | 伊苏丹1981年－2019年 | 伊苏丹1981年－2019年 | 伊苏丹1981年－2019年 | 伊苏丹1981年－2019年 | 伊苏丹1981年－2019年 | 伊苏丹1981年－2019年 |
| 月份                 | 1月                  | 2月                  | 3月                  | 4月                  | 5月                  | 6月                  | 7月                  | 8月                  | 9月                  | 10月                 | 11月                 | 12月                 | 全年                 |
| -------------------- | -------------------- | -------------------- | -------------------- | -------------------- | -------------------- | -------------------- | -------------------- | -------------------- | -------------------- | -------------------- | -------------------- | -------------------- | -------------------- |
| 历史最高温 °C（°F）  | 18.1 (64.6)          | 21.9 (71.4)          | 25.7 (78.3)          | 29.2 (84.6)          | 33.4 (92.1)          | 38.4 (101.1)         | 39.5 (103.1)         | 40.8 (105.4)         | 35.5 (95.9)          | 29.8 (85.6)          | 24.9 (76.8)          | 18.3 (64.9)          | 40.8 (105.4)         |
| 平均高温 °C（°F）    | 7.5 (45.5)           | 9.2 (48.6)           | 13.3 (55.9)          | 16.3 (61.3)          | 20.5 (68.9)          | 24.3 (75.7)          | 26.5 (79.7)          | 26.4 (79.5)          | 21.8 (71.2)          | 17.2 (63.0)          | 11 (52)              | 7.5 (45.5)           | 16.8 (62.2)          |
| 日均气温 °C（°F）    | 4.6 (40.3)           | 5.4 (41.7)           | 8.3 (46.9)           | 10.8 (51.4)          | 14.9 (58.8)          | 18.3 (64.9)          | 20.3 (68.5)          | 20.3 (68.5)          | 16.3 (61.3)          | 12.8 (55.0)          | 7.7 (45.9)           | 4.7 (40.5)           | 12 (54)              |
| 平均低温 °C（°F）    | 1.6 (34.9)           | 1.6 (34.9)           | 3.3 (37.9)           | 5.4 (41.7)           | 9.2 (48.6)           | 12.3 (54.1)          | 14.2 (57.6)          | 14.3 (57.7)          | 10.7 (51.3)          | 8.4 (47.1)           | 4.3 (39.7)           | 1.9 (35.4)           | 7.3 (45.1)           |
| 历史最低温 °C（°F）  | −11.8 (10.8)         | −13.5 (7.7)          | −11.8 (10.8)         | −2.8 (27.0)          | −1.1 (30.0)          | 3.7 (38.7)           | 6.2 (43.2)           | 5.3 (41.5)           | 2.3 (36.1)           | −5.7 (21.7)          | −9.1 (15.6)          | −11.4 (11.5)         | −13.5 (7.7)          |
| 平均降水量 mm（）    | 59.8 (2.35)          | 49.8 (1.96)          | 52 (2.0)             | 64.9 (2.56)          | 73.9 (2.91)          | 53.3 (2.10)          | 61.2 (2.41)          | 59 (2.3)             | 66 (2.6)             | 66 (2.6)             | 67.3 (2.65)          | 69.5 (2.74)          | 742.7 (29.24)        |
| 月均日照時數         | 72.1                 | 91.9                 | 155.6                | 178.5                | 208.6                | 210.4                | 231.7                | 235.5                | 189.5                | 128.3                | 79.6                 | 59                   | 1,840.7              |
| 来源：infoclimat.fr  |                      |                      |                      |                      |                      |                      |                      |                      |                      |                      |                      |                      |                      |

## 行政区划
圣利宰涅的市镇编号为36199，邮政编号为36260。
在行政管理方面，圣利宰涅隶属于法国中央-卢瓦尔河谷大区安德尔省伊苏丹区；在地方选举方面，圣利宰涅隶属于伊苏丹县，其市镇范围全境被划入安德尔省第二选区；在社会管理方面，圣利宰涅是伊苏丹地区市镇公共社区的组成部分。
截至2024年7月，圣利宰涅市镇范围内暂无任何城市敏感街区及城市政策优先街区。
法国国家统计与经济研究所（简称）在进行数据统计时，未将圣利宰涅划入任何城市核心区（Unité urbaine），并将包括圣利宰涅在内的周边共11个市镇划为伊苏丹城市区。自2020年起，伊苏丹城市区被包含20个市镇的伊苏丹城市辐射区代替。此外，还将圣利宰涅市镇整体看作一个“块区”（IRIS），以便于统计人口分布情况。

## 交通

### 公路
安德尔省省道D16E线、D34线和D918线在圣利宰涅境内交汇。中央-卢瓦尔河谷大区城际客运（商业名称为“Rémi”）下属的城际客运U线经停圣利宰涅，可通往维耶尔宗、勒伊、伊苏丹等地。
| 8 | 20 |

| 11 | 26 |

| 沙托鲁 | 36 |

| 伊苏丹 | 8 |

| 维耶尔宗 | 26 |

| 勒伊 | 9 |

| 沙罗 | 8 |

| 阿尔农河畔圣乔治 | 6 |

2020年，85.2%的圣利宰涅家庭拥有至少一辆私人汽车。2019年，圣利宰涅境内共发生各类交通事故1起，造成1人重伤。

### 铁路

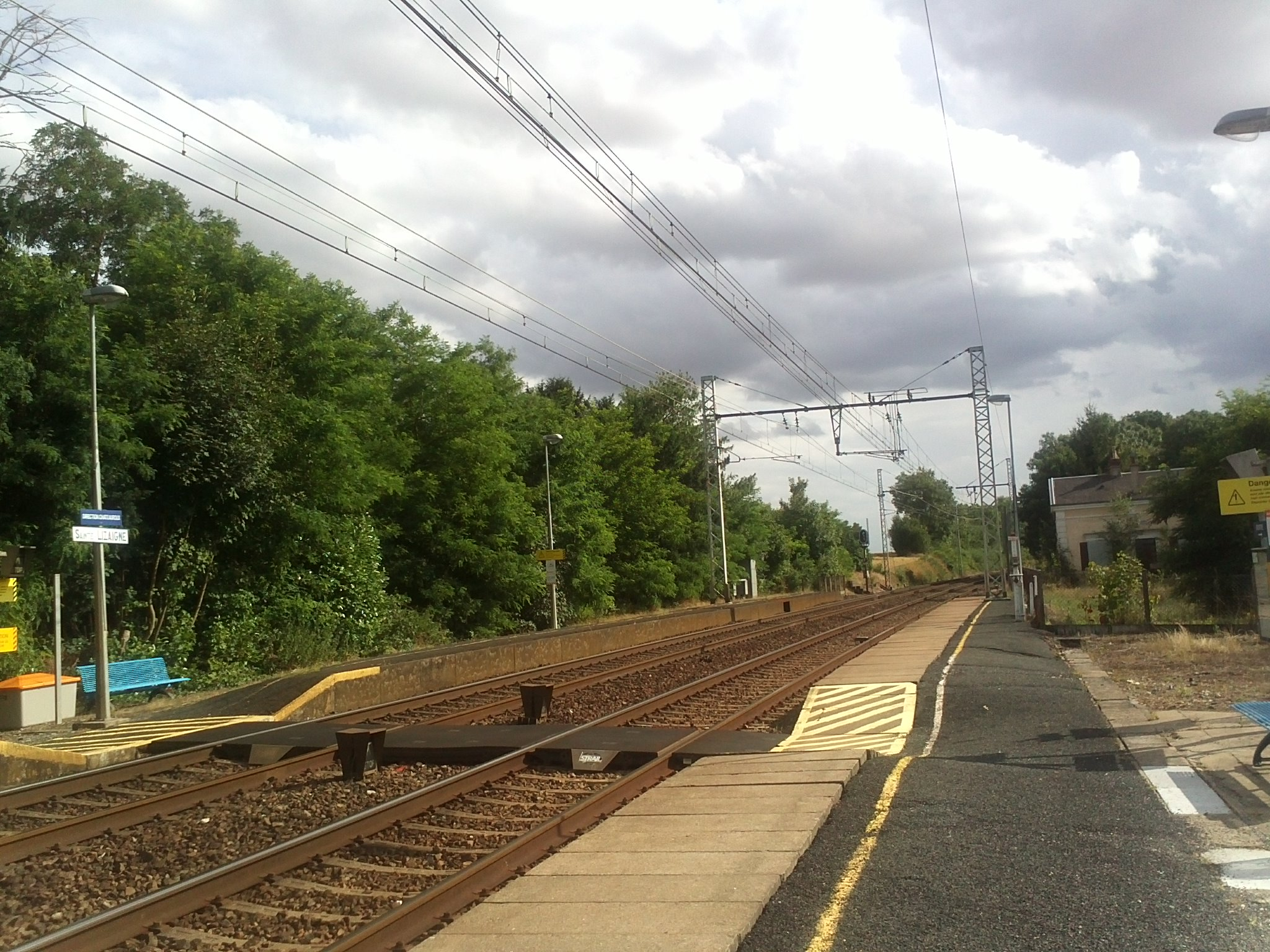
圣利宰涅火车站

圣利宰涅位于莱索布赖－蒙托邦铁路上。圣利宰涅站位于市区东部，停靠往返于奥尔良和沙托鲁一线的区域列车。

### 航空
距离圣利宰涅最近的民用航空站为图尔卢瓦尔河谷机场，距离圣利宰涅市中心的公路里程约132公里。

### 城市公共交通
圣利宰涅是伊苏丹城市公共交通（商业名称为）的服务范围，后者是当地的城市公共交通系统。截至2024年7月，该系统共包括4条公交线路，其中郊区2线经过圣利宰涅市区，每周三和六往返各一班，公众可免费搭乘。

## 政治

### 市政内阁
圣利宰涅的现任市长为帕斯卡·波夫尔奥姆先生，他是一名右翼无党派人士的一名成员，在2020年的市政选举中获得了100%的支持率（无其他候选人）。
| 圣利宰涅历届市长       | 圣利宰涅历届市长                     | 圣利宰涅历届市长  |
| 任期                   | 市长                                 | 党派              |
| ---------------------- | ------------------------------------ | ----------------- |
| （1995年以前资料暂缺） |                                      |                   |
| 1995年－               | Pascal PAUVREHOMME 帕斯卡·波夫尔奥姆 | DVD右翼无党派人士 |

### 各级选举
| 圣利宰涅历届投票选举结果 | 圣利宰涅历届投票选举结果 | 圣利宰涅历届投票选举结果 | 圣利宰涅历届投票选举结果 | 圣利宰涅历届投票选举结果      | 圣利宰涅历届投票选举结果 | 圣利宰涅历届投票选举结果 | 圣利宰涅历届投票选举结果      | 圣利宰涅历届投票选举结果 | 圣利宰涅历届投票选举结果 |
| 选举项目                 | 选举范围                 | 选区单位                 | 选举结果                 | 选举结果                      | 选举结果                 | 选举结果                 | 选举结果                      | 选举结果                 | 参考资料                 |
| 选举项目                 | 选举范围                 | 选区单位                 | 第一轮胜出者             | 第一轮胜出者                  | 支持率                   | 第二轮胜出者             | 第二轮胜出者                  | 支持率                   | 参考资料                 |
| ------------------------ | ------------------------ | ------------------------ | ------------------------ | ----------------------------- | ------------------------ | ------------------------ | ----------------------------- | ------------------------ | ------------------------ |
| 2017年法國總統選舉       | 法國                     | 市镇                     |                          | 玛丽娜·勒庞                   | 24.25%                   |                          | 埃马纽埃尔·马克龙             | 56.64%                   | [ 24 ]                   |
| 2017年法国立法选举       | 安德尔省第二选区         | 市镇                     |                          | 索菲·盖兰                     | 28.14%                   |                          | 索菲·盖兰                     | 50.89%                   | [ 24 ]                   |
| 2019年欧洲议会选举       | 法國                     | 市镇                     |                          | 若尔丹·巴尔代拉               | 31.01%                   | （不适用）               | （不适用）                    | （不适用）               | [ 24 ]                   |
| 2021年法国省级选举       | 安德尔省                 | 县                       |                          | 纳迪娜·贝吕罗 菲利普·蒙蒂维耶 | 55.52%                   |                          | 纳迪娜·贝吕罗 菲利普·蒙蒂维耶 | 74.78%                   | [ 25 ]                   |
| 2021年法国省级选举       | 安德尔省                 | 市镇                     |                          | 纳迪娜·贝吕罗 菲利普·蒙蒂维耶 | 38.39%                   |                          | 纳迪娜·贝吕罗 菲利普·蒙蒂维耶 | 68.51%                   | [ 25 ]                   |
| 2021年法国大区选举       |                          | 市镇                     |                          | 弗朗索瓦·博诺                 | 26.24%                   |                          | 弗朗索瓦·博诺                 | 36.04%                   | [ 26 ]                   |
| 2022年法国总统选举       | 法國                     | 市镇                     |                          | 玛丽娜·勒庞                   | 28.69%                   |                          | 玛丽娜·勒庞                   | 52.24%                   | [ 24 ]                   |
| 2022年法国立法选举       | 安德尔省第二选区         | 市镇                     |                          | 法比安·蒂里翁                 | 25.37%                   |                          | 尼古拉·福里西耶               | 59.29%                   | [ 24 ]                   |
| 2024年欧洲议会选举       | 法國                     | 市镇                     |                          | 若尔丹·巴尔代拉               | 41.54%                   | （不适用）               | （不适用）                    | （不适用）               | [ 24 ]                   |
| 2024年法国立法选举       | 安德尔省第二选区         | 市镇                     |                          | 马克·西费尔                   | 39.94%                   |                          | 尼古拉·福里西耶               | 51.97%                   | [ 24 ]                   |

## 人口
2021年，圣利宰涅市镇人口数量为1,116，在法国排名第9,096位。其中男性576人，女性556人，75岁及以上人口占9.5%，外籍人口数量为15人，人口密度为42人/平方公里，当地居民被称为（男性）或（女性）。2022年，圣利宰涅境内出生8人，死亡人口5人。
| 圣利宰涅1901年－2021年人口变化情况 |
|                                    |
| 数据来源：Cassini、INSEE           |

## 经济
2024年，圣利宰涅市镇范围内共有各类用人单位（包含自雇）112家，比上一年新增3家；（水龙头）是当地2022年营业额最高的企业，为5,218,402欧元。

## 财政与居民收入
2022年，圣利宰涅的财政收入总额为711,900欧元，财政支出总额为679,310欧元，当年的债务总额为509,480欧元。2021年，圣利宰涅共获得169,851欧元的国家财政补助，比上一年减少了3.84%。2022年，圣利宰涅市镇通过增值税获得28,930欧元的收入，此外当地还共获得了61,260欧元的国家直接财政补助。
| 圣利宰涅居民收入情况                             | 圣利宰涅居民收入情况 | 圣利宰涅居民收入情况  | 圣利宰涅居民收入情况 |
| 内容                                             | 圣利宰涅             | 法国                  | 统计年份             |
| ------------------------------------------------ | -------------------- | --------------------- | -------------------- |
| 征税家庭总数                                     | 505                  | 1,081（法国市镇平均） | 2022年               |
| 居民平均月收入                                   | 2,492欧元            | 2,435欧元             | 2022年               |
| 高级职员人均月收入                               | 不详                 | 4,331欧元             | 2021年               |
| 中级职员人均月收入                               | 不详                 | 2,470欧元             | 2021年               |
| 普通职员人均月收入                               | 不详                 | 1,801欧元             | 2021年               |
| 贫困率                                           | 不详                 | 14.5%                 | 2020年               |
| 青壮年（15至64岁）失业率                         | 8.7%                 | 7.4%                  | 2020年               |
| 征税家庭数量占比                                 | 57.7%                | 45.5%                 | 2020年               |
| 家庭年均纳税                                     | 2,614欧元            | 4,393欧元             | 2022年               |
| 资料来源：INSEE、L'Internaute、Le Journal du Net |                      |                       |                      |

## 社会事务

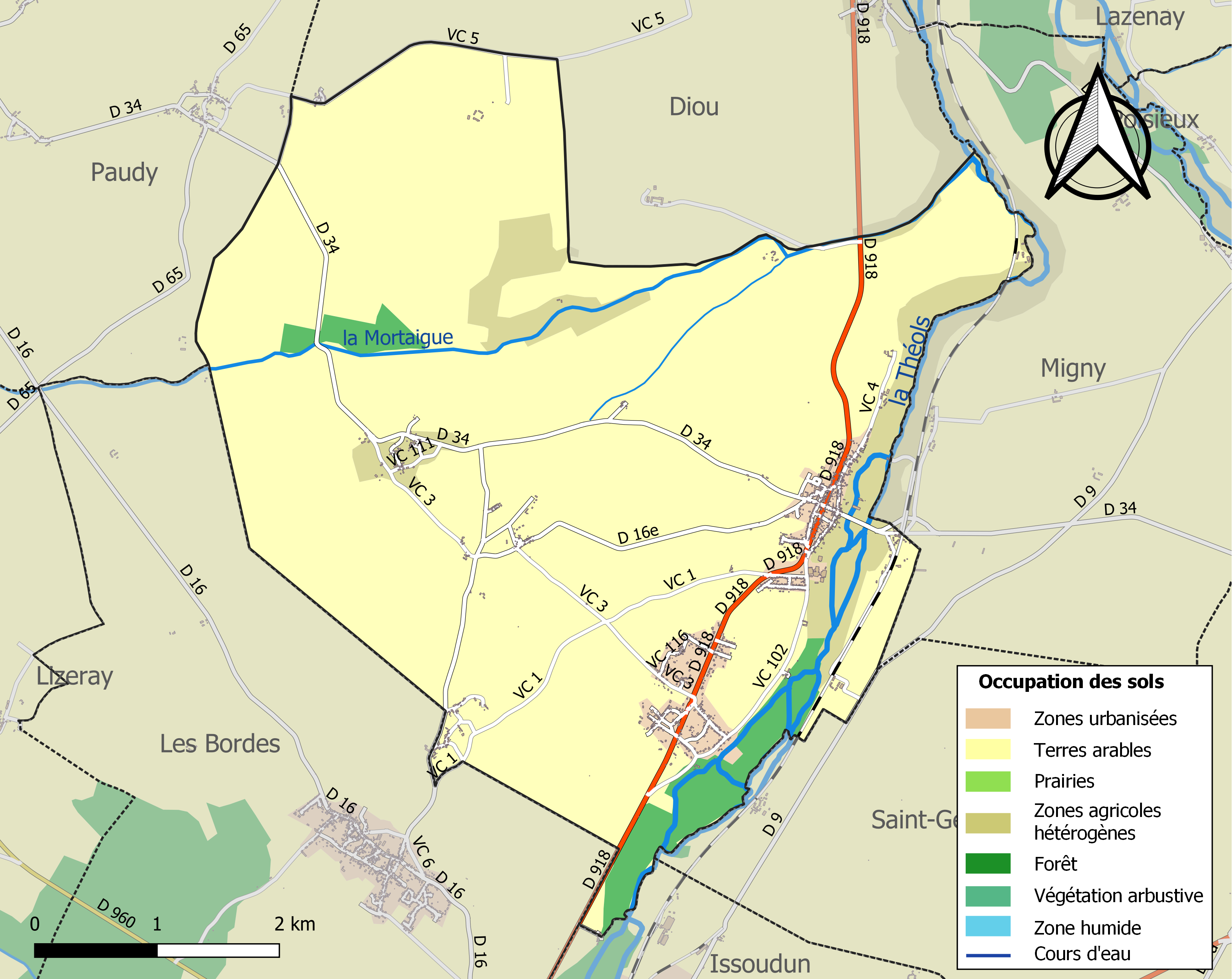
圣利宰涅土地利用情况地图

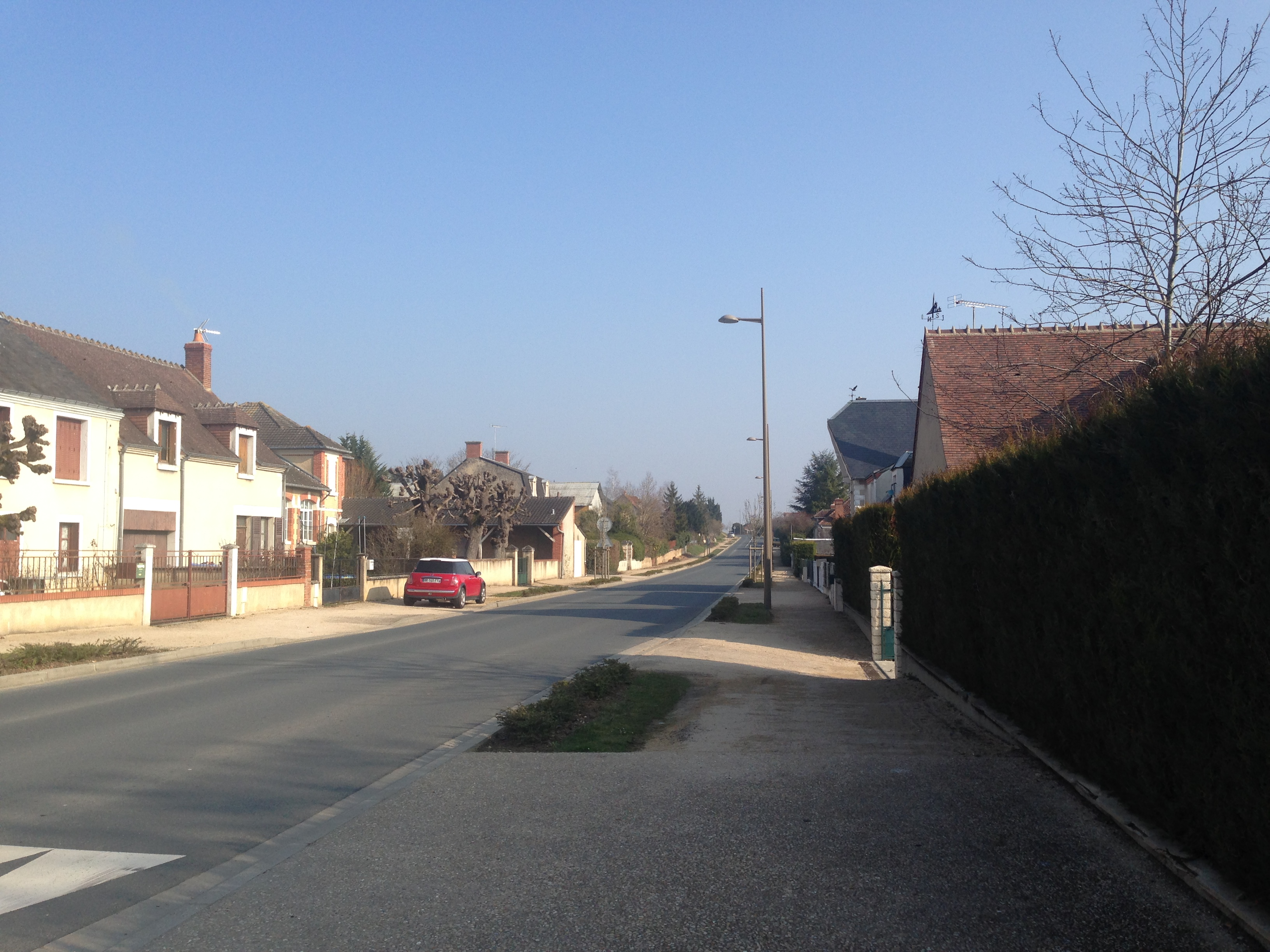
圣利宰涅的勒伊街

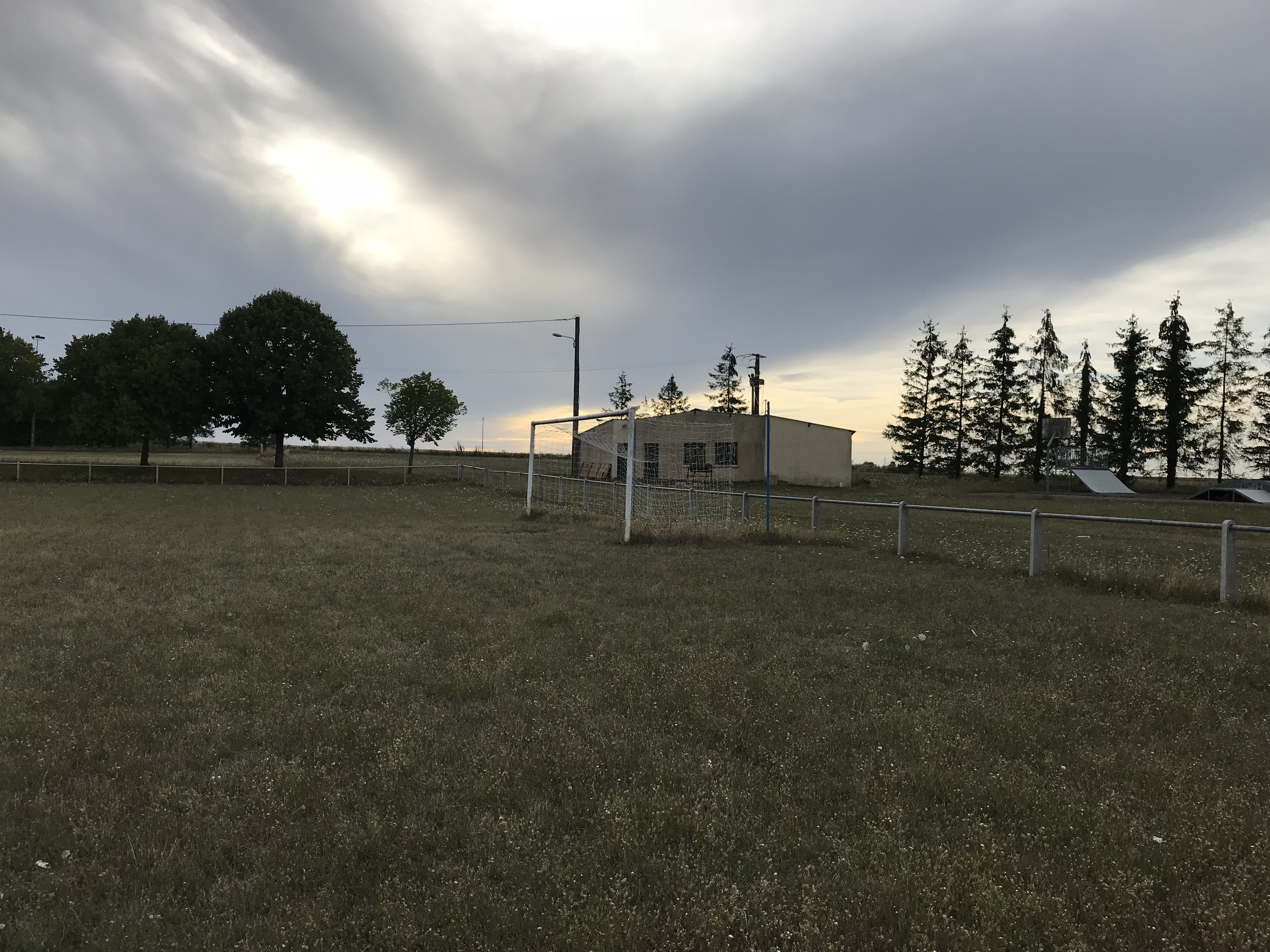
圣利宰涅足球场

### 教育
圣利宰涅属于奥尔良-图尔学区。截止2022年1月1日，圣利宰涅境内共有1所小学。

### 医疗
截至2022年1月1日，圣利宰涅境内共有全科医生1名和牙医1名。
圣利宰涅是伊苏丹中心医院（Centre Hospitalier d'Issoudun）的服务范围，后者是法国的一个区域性医疗机构，其主病区白塔中心医院（Centre Hospitalier de La Tour Blanche）位于伊苏丹市区北部，距离圣利宰涅市区大约7公里，该院设有床位481个，是当地规模最大的公立综合性医院。

### 住房
2020年，圣利宰涅境内共有各类住房589套，其中98.3%为独立式住宅，1.2%为集中式住宅。常住房屋占圣利宰涅市镇范围内居民建筑总量的88.3%。
在住房保障政策方面，2022年，圣利宰涅境内共有26户家庭获得了住房经济补助，受益人数占总人口数量的2.3%，其中22份为房租补助。

### 商业
2021年，圣利宰涅境内共有各类实体商铺6家，其中杂货铺1家、面包房1家。圣利宰涅市区距离伊苏丹商业街区大约7公里，后者有Lidl、E.Leclerc、Intermarché等超市。

### 体育
2021年，圣利宰涅境内共有2处网球场和1处足球或橄榄球场。
截至2024年7月，圣利宰涅境内暂无任何注册足球俱乐部。原有的圣利宰涅足球俱乐部（FC Sainte-Lizaigne，编号552640）曾为当地的代表性足球队，已于2020年解散。

### 环境
圣利宰涅的环境事务由其所属的伊苏丹地区市镇公共社区负责。2021年，圣利宰涅境内暂无污染企业。

### 治安
圣利宰涅及其附近的共71个市镇是伊苏丹国家宪兵队（zone gendarmerie d'Issoudun）的管辖范围。2020年，该宪兵队累计记录各类案件1,473起，其中盗窃类案件746起，经济类案件220起，毒品交易类案件37起。

## 文化
2020年，圣利宰涅境内暂无任何文化设施。距离圣利宰涅最近的多媒体中心为8公里外的勒伊图书馆。

### 建筑
圣利宰涅境内有多处历史建筑，其中圣利宰涅教堂是法国国家文物保护单位，位于镇中心的卢尔德圣母教堂则是当地的地标性建筑物。

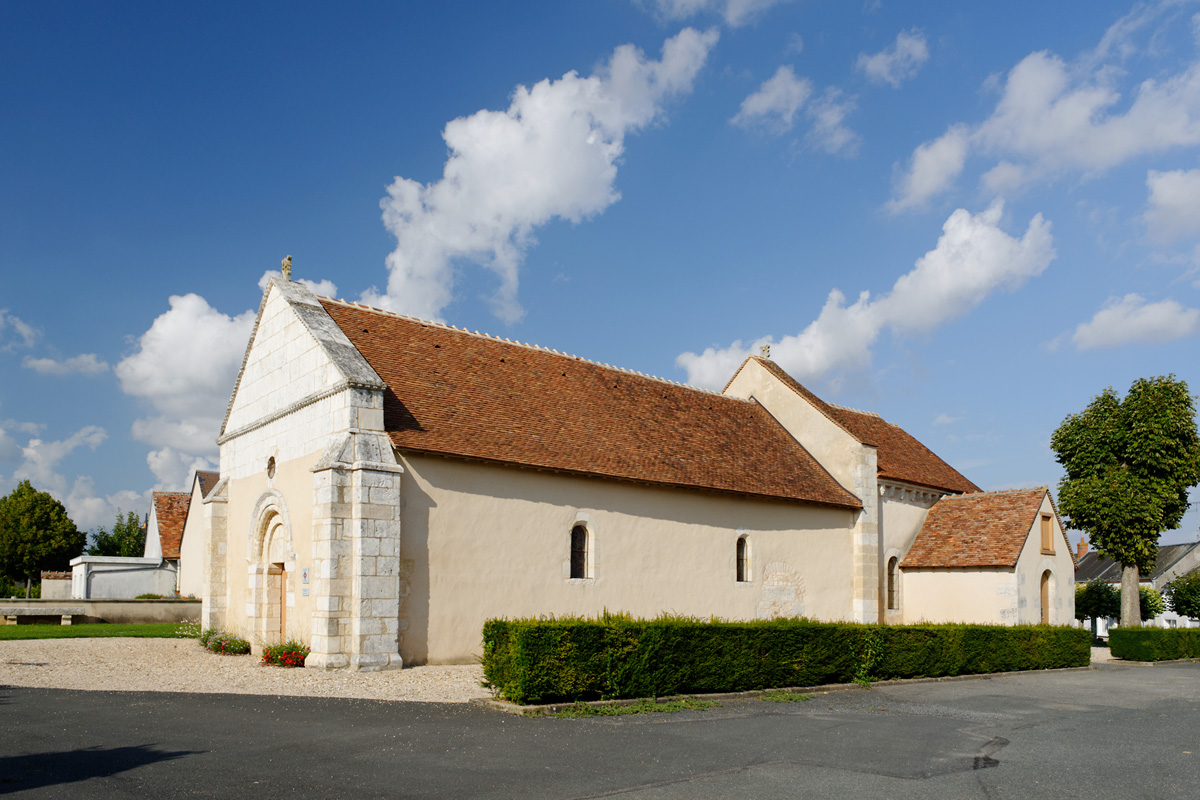
圣利宰涅教堂（法语：Église Sainte-Lizaigne de Sainte-Lizaigne）
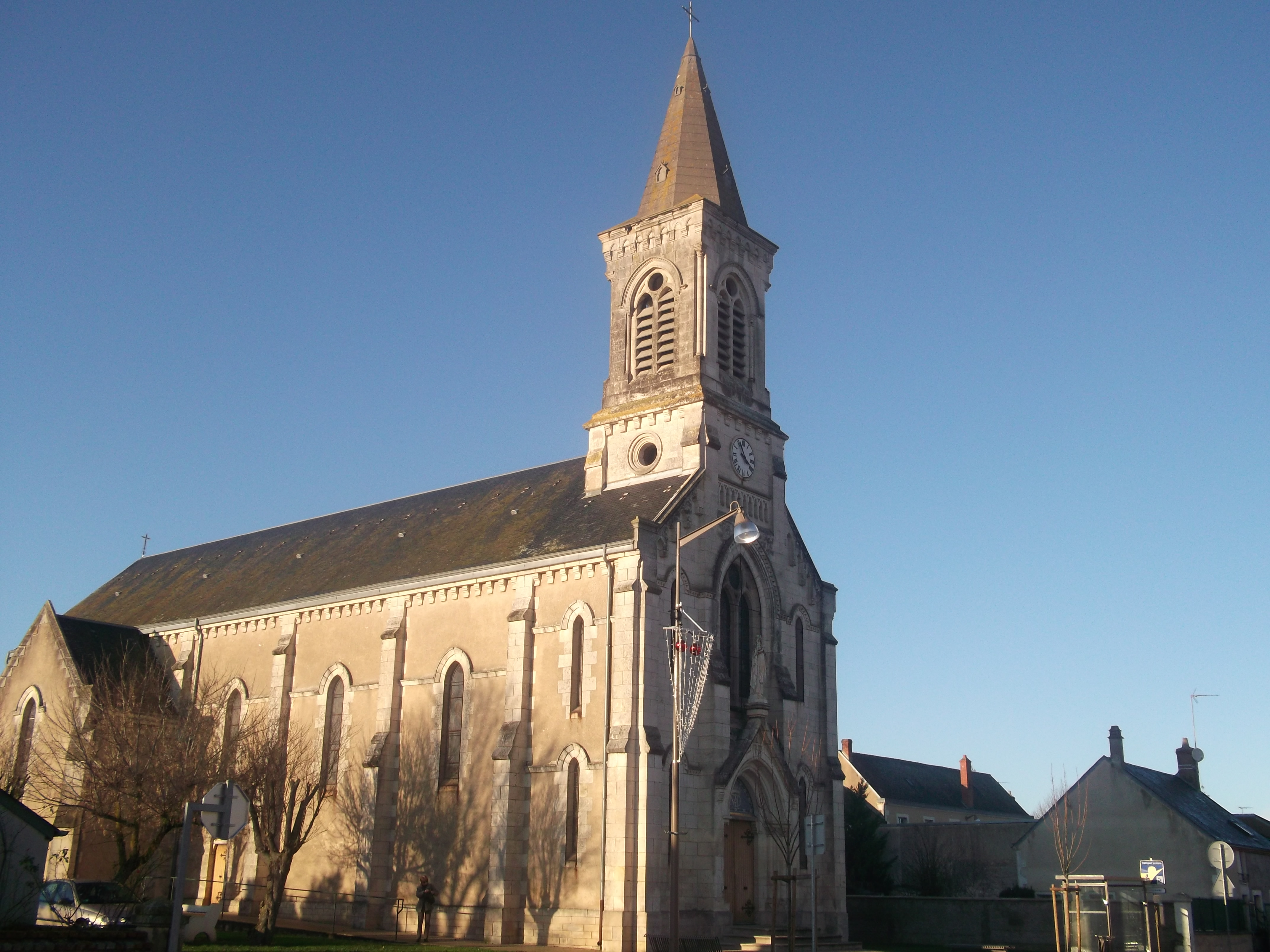
卢尔德圣母教堂（法语：Église Notre-Dame-de-Lourdes de Sainte-Lizaigne）
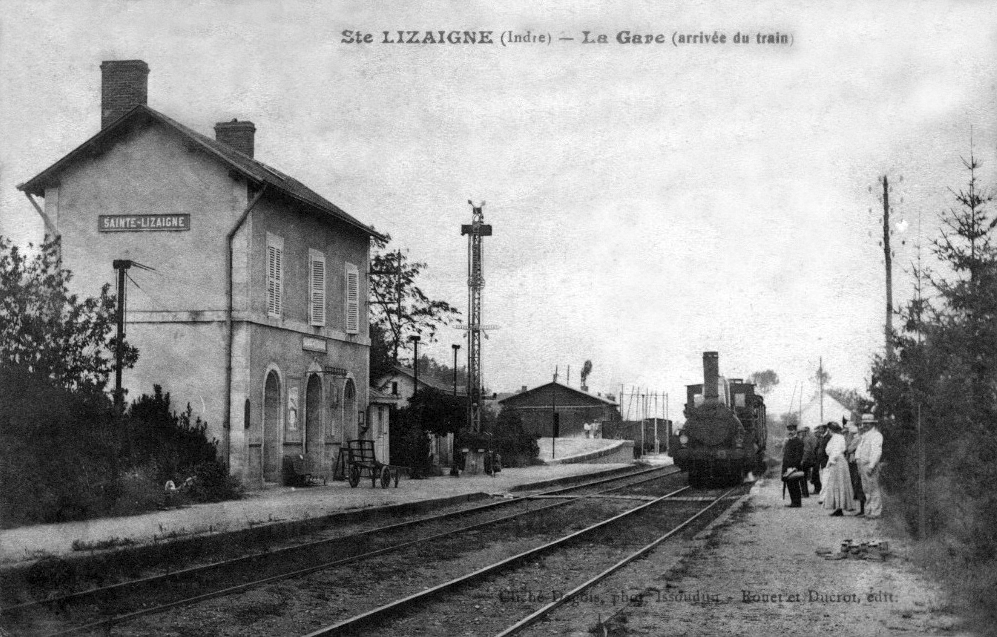
圣利宰涅火车站站房 （已拆除）

### 旅游
圣利宰涅的旅游事务由其所属的伊苏丹地区市镇公共社区负责。2024年，圣利宰涅境内暂无任何游客接待设施。

### 媒体
法国主要的媒体均可在圣利宰涅接收，法国电视三台下属的中央-卢瓦尔河谷大区频道在部分时段播出圣利宰涅所在安德尔省的地方新闻。伊苏丹贝里第一电视台、《中西部新共和国报》、蓝色法兰西贝里广播等是当地的主要地方性媒体。

## 友好城市
截至2024年7月，圣利宰涅暂未建立任何友好城市关系。